# Dezerter (film 1933)
Dezerter (ros. Дезертир, Dieziertir) – radziecki film dramatyczny z 1933 roku w reżyserii Wsiewołoda Pudowkina. Tematem filmu jest walka robotników niemieckich przeciwko kapitalistom oraz dążącym do władzy faszystom.

## Fabuła
Film przedstawia historię strajku pracowników portu w Hamburgu, który został wszczęty przez lewicę. Portowiec Karl Renn powątpiewa ideom strajku i wyjeżdża z delegacją do ZSRR. Podczas jego nieobecności sytuacja się pogarsza. Dochodzi do brutalnych represji na robotnikach, zorganizowanych przez niemiecki rząd. Delegacja powraca do Niemiec, jednak Renn postanawia w niej nie uczestniczyć i zostaje w ZSRR, gdzie znajduje pracę w fabryce. Gdy jego przyjaciel, Ludwig Zelle, ginie z rąk niemieckich policjantów, postanawia wrócić do kraju i przyłączyć się do walki.

## Obsada
- Boris Liwanow jako Karl Renn
- Wasilij Kowrigin jako Ludwig Zelle
- Aleksandr Czistiakow jako Fritz Müller
- Tamara Makarowa jako Greta Zelle, reporterka
- Siemion Swaszenko jako Bruno
- Dmitrij Konsowski jako Strauss
- Judif Glizier jako Marcella Zelle
- M. Oleszczenko jako Bertha
- Siergiej Martinson jako przechodzień
- Maksim Sztrauch jako pierwszy bonza
- Siergiej Gierasimow jako drugi bonza
- Siergiej Komarow jako robotnik
- Władimir Uralski jako sekretarz
- Iwan Ławrow jako Richter
- A. Biespierstny jako Waśka
- Iwan Czuwielew (epizod)